# Annika Ernst

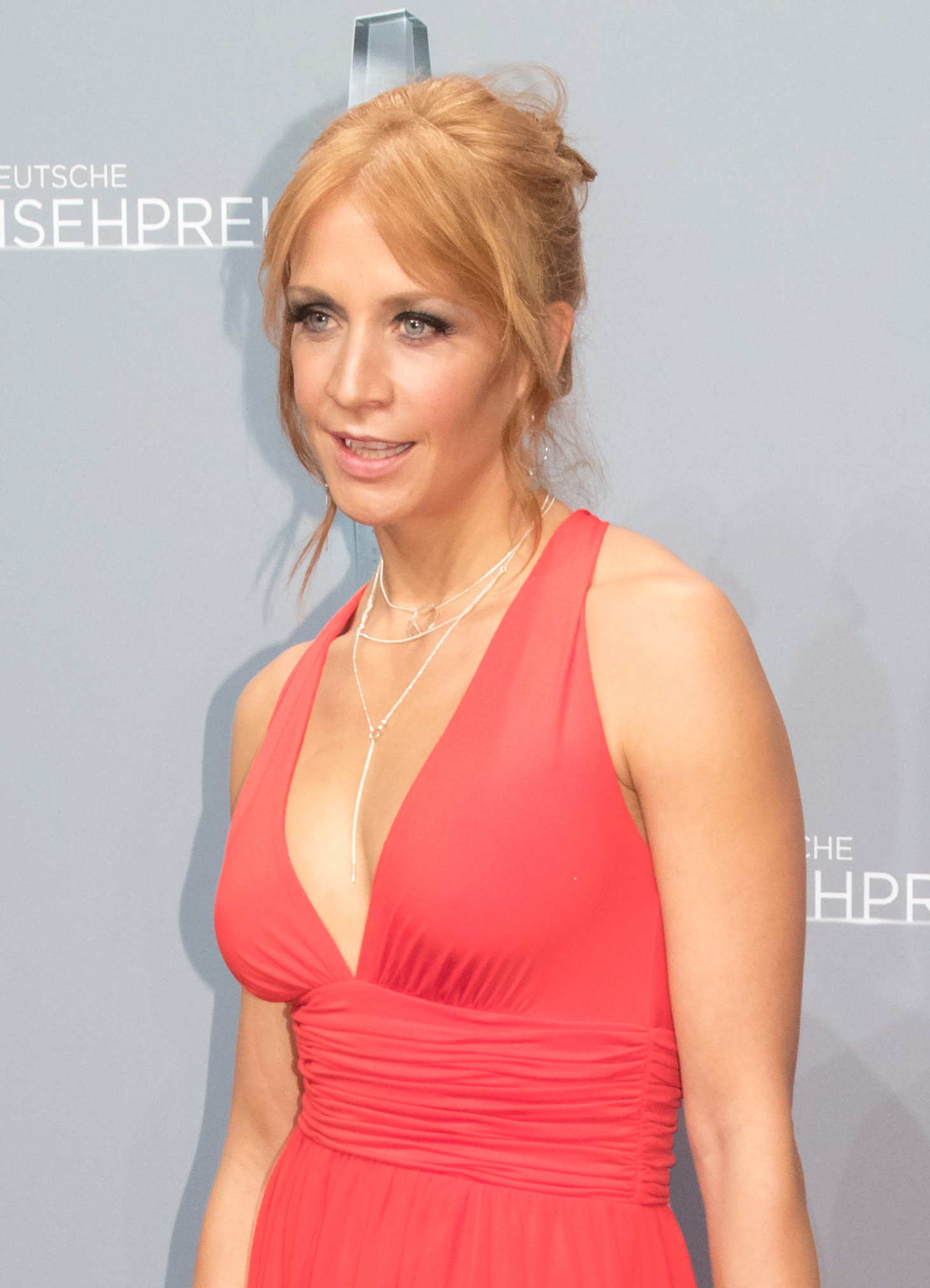
Annika Ernst beim Deutschen Fernsehpreis 2018

Annika Ernst (* 14. März 1982 in Schleswig) ist eine deutsche Schauspielerin.

## Leben
Ernst wuchs in Georgsdorf im Landkreis Grafschaft Bentheim auf. Bereits während ihrer Schulzeit am Gymnasium Neuenhaus begann sie Theater zu spielen. Von 2001 bis 2004 absolvierte sie ein Schauspielstudium an der Schauspielschule Charlottenburg in Berlin. Während dieser Zeit besuchte sie zusätzlich einen dreimonatigen Method-Acting-Workshop im Actors Studio in New York City.
2009 nahm sie an Til Schweigers Castingshow Mission Hollywood teil. Danach wirkte sie in verschiedenen Kino- und Fernsehproduktionen mit, u. a. in Schweigers Kinofilm Zweiohrküken. Von November 2013 bis 2016 spielte sie die weibliche Hauptrolle in der ZDF-Serie Herzensbrecher – Vater von vier Söhnen. Von 2015 bis 2019 war Ernst in der Hauptrolle als Kommissarin Elena Lange an der Seite von Tom Beck in der Sat.1-Serie Einstein zu sehen. Außerdem verkörperte sie von 2018 bis 2019 die Oberstaatsanwältin Kirsten Grambach-Wachta an der Seite von Bert Tischendorf in der RTL-Serie Beck is Back.
Seit 2021 ist sie an der Seite von Hans Sigl und Mark Keller in der ZDF-Serie Der Bergdoktor als Chirurgin Dr. Johanna Angelika Rüdiger zu sehen. Ernst wohnt mit ihrer Tochter und ihrem Mann in Berlin. Im Januar 2025 erschienen freizügige Bilder von Ernst im Playboy.

## Filmografie
- 2005: Reife Leistung
- 2005: Fünf Sterne (Fernsehserie, Folge: Versteckspiele)
- 2006: Großstadtrevier (Fernsehserie, 1 Folge)
- 2006: Arme Millionäre (Fernsehserie, 1 Folge)
- 2007: Die Masche mit der Liebe
- 2007: Das Paradies (Kurzfilm)
- 2008: Two Funny – Die Sketch Comedy (Fernsehserie, 1 Folge)
- 2009: Maata Meren Alla
- 2009–2023: SOKO Leipzig (Fernsehserie, 3 Folgen, verschiedene Rollen)
- 2009: Zweiohrküken
- 2009: Burn Notice (Fernsehserie, 1 Folge)
- 2010: SOKO Stuttgart (Fernsehserie, Folge: Einmal Schwein sein)
- 2010: Morgen früh, wenn Gott will (Kurzfilm)
- 2010–2024: Notruf Hafenkante (Fernsehserie, 2 Folgen, verschiedene Rollen)
- 2010: Der Doppelgänger (Kurzfilm)
- 2011: SOKO Wismar (Fernsehserie, Folge Die Abrechnung)
- 2010–2011: Lena – Liebe meines Lebens (Fernsehserie, 179 Folgen)
- 2011: Doctor’s Diary (Fernsehserie, Folge: Mist! Wieder einen Frosch erwischt!)
- 2011: Achtung Arzt!
- 2011–2012, 2013, 2024: In aller Freundschaft (Fernsehserie, 15 Folgen)
- 2012: Auf Herz und Nieren (Fernsehserie, Folge: Die Maske)
- 2012: Oh Boy
- 2012: Mann kann, Frau erst recht
- 2012: Letzte Spur Berlin (Fernsehserie, Folge: Kontrollverlust)
- 2012: Krimi.de: Erfurt (Fernsehserie, Folge: Lebensmüde)
- 2012: Schwarzherz (Kurzfilm)
- 2013: Millionen
- 2013–2015: Herzensbrecher – Vater von vier Söhnen (Fernsehserie, 34 Folgen)
- 2013: Tür an Tür
- 2014: Binny und der Geist (Fernsehserie, Folge: Bei Crash Cash)
- 2015: Einstein (Fernsehfilm)
- 2015: Schmidts Katze
- 2015: SOKO München (Fernsehserie, 1 Folge)
- 2016: Verführt – In den Armen eines Anderen
- 2017: Hochzeit in Rom
- 2017–2019: Einstein (Fernsehserie, 32 Folgen)
- 2017: SOKO Kitzbühel (Fernsehserie, Folge: Kein Weg zurück)
- 2018–2019: Beck is back! (Fernsehserie, 18 Folgen)
- 2018: SOKO Köln (Fernsehserie, Folge: Blut ist dicker als Wasser)
- 2018: Bettys Diagnose (Fernsehserie, Folge: Zweierlei Schmerz)
- 2019: Mord mit Ansage – Die Krimi-Impro Show (Fernsehserie, 1 Folge)
- 2020: Blutige Anfänger (Fernsehserie, Folge: Nachtwache)
- 2020: Friesland (Fernsehreihe Folge: Gegenströmung)
- seit 2021: Der Bergdoktor (Fernsehserie)
- 2021: Kanzlei Berger (Fernsehserie, 12 Folgen)
- 2021: SOKO Donau (Fernsehserie, Folge: Alles Fassade)
- 2022: Sommer auf drei Rädern
- 2022: Löwin und Elefant (Kurzfilm)
- 2024: Ein starkes Team (Fernsehserie, Folge: Verzockt)